# Spinelliho skupina

Logo Spinelliho skupiny

Spinelliho skupina je proevropská iniciativa, založená za účelem znovuoživení snah o federalizaci Evropské unie. Snaží se vytvořit síť občanů, think tanků, neziskovek, akademiků, spisovatelů a politiků, kteří podporují ideu sjednocené federalizované Evropy. Mezi další cíle patří "najít federální většinovou shodu mezi členy Evropského parlamentu na důležitých otázkách". Spinelliho skupina byla založena 15. září 2010 v sídle Evropského parlamentu v Bruselu. Byla pojmenována po Altieru Spinellim, zakladateli Unie evropských federalistů a jedním z otců evropské integrace. Založili jí Guy Verhofstadt, Daniel Cohn-Bendit, Sylvie Goulard a Isabelle Durant.

## Manifest Spinelliho skupiny
Členové Spinelliho skupiny vyzývají členy Evropského parlamentu a veřejnost k podepsání Manifestu, který je zaměřen proti nacionalismu a intergovernmentalismu.

## Členové
V současnosti má Spinelliho skupina 5800 členů, z nichž více než 110 je členem Evropského parlamentu a přes 5000 z řad veřejnosti.